# Kreisgrabenanlage Belleben II

Plan der Kreisgrabenanlage Belleben II und der benachbarten Trapezgrabenanlage

Die Kreisgrabenanlage Belleben II ist eine Kreisgrabenanlage der jungneolithischen Baalberger Kultur bei Belleben, einem Ortsteil von Könnern im Salzlandkreis, Sachsen-Anhalt. Unmittelbar außerhalb des Kreisgrabens wurde eine einzelne Bestattung entdeckt, die von einem Trapezgraben umgeben war.

## Lage
Die Kreisgrabenanlage liegt westlich der Landstraße 151 auf halber Strecke zwischen Belleben und Gerbstedt. Etwa 500 m südsüdöstlich befindet sich die Kreisgrabenanlage Belleben I, etwa 2 km südwestlich die Kreisgrabenanlage Lodderstedt.

## Forschungsgeschichte
Die Anlage wurde bei einer Luftbildprospektion des Landesamtes für Denkmalpflege und Archäologie Sachsen-Anhalt entdeckt. 2005 erfolgte eine Probegrabung durch das Institut für Kunstgeschichte und Archäologien Europas der Martin-Luther-Universität Halle-Wittenberg unter der Leitung von André Spatzier. 2010 wurde die komplette Anlage geomagnetisch, stellenweise auch geoseismisch und mittels Georadar untersucht. 2014 erfolgte eine weitere Ausgrabung unter Leitung von Oliver Rück, welche einen der beiden Grabenköpfe und mehrere Meter des anschließenden Grabens, eine im Inneren der Anlage gelegene große Grube und die außerhalb gelegene Trapezgrabenanlage umfasste.

## Befunde

### Der Kreisgraben
Der Kreisgraben wurden 2005 im nordöstlichen Bereich auf einer Länge von 18 m ergraben. Der maximale Durchmesser der Anlage beträgt 90 m, der minimale 83 m. Die Anlage war als Spitzgraben angelegt und hatte eine Tiefe zwischen 0,80 m und 1,00 m sowie eine Breite zwischen 1,60 m und 2,00 m. Die Verfüllung bestand aus Humus, im unteren Bereich gab es Einschwemmungen von Lehm und dunkel-humosem Erdreich. Im Südwesten wird der Graben von einem 5,80 m breiten Durchgang unterbrochen. Die Grabung von 2014 im südlichen Bereich der Anlage ergab, dass der Graben zwei Bauphasen aufwies. Außerdem wurde der Grabenkopf versetzt und umgebaut.
Neben dem Kreisgraben wurden 2005 noch eine kleine Grube sowie einige Pfostensetzungen freigelegt. Die 2014 freigelegte große Grube war im Gegensatz zu den drei großen Gruben der Kreisgrabenanlage Belleben I vollkommen fundleer.

### Das Grab mit Trapezgraben
An der südwestlichen Außenseite des Kreisgrabens befindet sich eine Grabanlage mit einem trapezförmigen, etwa ost-westlich orientierten Graben als Begrenzung. Es handelt sich um eine typische Grabform der Baalberger Kultur. Messungen mittels Geomagnetik und Geoseismik ergaben keine Hinweise auf Steineinbauten, stattdessen zeichneten sich aber deutlich zwei Befunde ab, bei denen es sich um eine ost-westlich orientierte Bestattung in rechter Hockerstellung und wahrscheinlich um ein größeres Keramikgefäß als Grabbeigabe handelt.
Bei der Grabung von 2014 wurde festgestellt, dass sich die Bestattung in einer kleinen Grabgrube befand, die von einer ungewöhnlichen, 3 m langen und 1,5 m breiten Struktur umgeben war. Die Skeletterhaltung war sehr schlecht. Zu Füßen des Toten lag eine vollständig erhaltene Amphore, deren Füllung detailliert untersucht werden konnte.

## Funde
Funde traten lediglich im Kreisgraben zutage und waren nicht sehr zahlreich. Es handelte sich hierbei um Tierknochen, Silexabschläge und Keramikscherben, wobei letztere zu schlecht erhalten waren, um eine genauere kulturelle Einordnung zu erlauben.

## Datierung
Mittels Radiokarbonmethode konnten einige der Kochen auf 3640–3370 cal. BC datiert werden. Hierdurch sowie durch die benachbarte charakteristische Bestattung kann die Kreisgrabenanlage der Spätphase der Baalberger Kultur zugeordnet werden.